# Duy (альбом)
Duy — мініальбом азербайджанської співачки Айгюн Кязімової 2018 року. Альбом був записаний в Грузії в 2018 році, більшість треків були спродюсовані грузинським музикантом Кахабером Цискарідзе. Альбом також містить ремейк синглу «S.U.S.», який був випущений в 2017 році, і кавер-версію знаменитої дитячої пісні під назвою «Cücələrim». Не ремікшована версія «Duy» була випущена в 2019 році як сингл.

## Список композицій
| #     | Назва             | Автор слів      | Автор музики                   | Тривалість |
| ----- | ----------------- | --------------- | ------------------------------ | ---------- |
| 1.    | «Intro»           |                 | Kakhaber Tsiskaridze           | 2:00       |
| 2.    | «Ona Söylə»       | Azər Şirin      | Kakhaber Tsiskaridze           | 4:09       |
| 3.    | «Toy Boy»         | MC Murad        | Kakhaber Tsiskaridze           | 3:17       |
| 4.    | «Əlbəttə»         | Azər Şirin      | Kakhaber Tsiskaridze           | 3:21       |
| 5.    | «Duy» (Remix)     | MC Murad        | David Vendetta, Айгюн Кязімова | 6:11       |
| 6.    | «Cücələrim»       | Kamber Hüseynli | Tevfik Mütellibov              | 3:21       |
| 7.    | «S.U.S.» (Remake) | Vüqar Əbdülov   | Stephane Mgebrishvili          | 4:06       |
| 26:54 |                   |                 |                                |            |